# Archer (САУ, Великобритания)
Арчер (англ. Archer — Лучник, также именовалась, как SP 17pdr, Valentine, Mk I) — английская противотанковая самоходно-артиллерийская установка периода Второй мировой войны. Эта боевая машина представляла собой установку 17-фунтовой противотанковой пушки QF-17 pounder в открытой сверху рубке на шасси танка «Valentine Mk.IX». Главная конструктивная особенность — обращённое назад орудие, что давало возможность после атаки из засады быстро сменить позицию, не разворачивая машину, а также Archer использовали в качестве замыкающего в конце колонны. В итоге в 1944 данный танк признали целесообразным.

## История создания
С середины 1942 г. начала применяться 17-фунтовая (76,2-мм) противотанковая пушка. Разработанная первоначально как буксируемая, она вскоре стала рассматриваться и как танковая пушка и в этом качестве реализовалась на танках «Sherman Firefly» и «Челленджер». Но эти машины были ещё в будущем, когда «Vickers» получил заказ на создание истребителя танков на шасси «Валентайн». Первая партия САУ была выпущена в марте 1943 года, но массовое использование началось в 1944 году. Всего было изготовлено 655 САУ «Арчер» из 800 заказанных, которые поступили в артиллерийские подразделения бронетанковых дивизий.
После окончания производства в 1945 году, эксплуатировался до 1956 года армией Египта.

## Описание конструкции
Конструкторы «Vickers» установили на шасси танка «Valentine» лёгкую открытую рубку в которой было размещено орудие QF-17 pounder. Особенностью конструкции «Лучника» является направление ствола орудия в сторону кормы. Что в результате дало очень удачное сочетание компактности, мобильности и незаметности.

### Вооружение
«Смотрящая назад» пушка не была недостатком, поскольку «Арчер» обычно вел огонь с укрытой позиции, которую при необходимости мог сразу покинуть. 17-фунтовая пушка обеспечивала высокую эффективность борьбы с большинством германских танков и бронемашин. Длина ствола составляла 60 калибров. 7,7 кг бронебойный снаряд имел начальную скорость 884 м/с. Скорострельность пушки составляла 10 выстрелов в минуту. Весь боекомплект САУ составлял 40 снарядов. Для управления огнём использовались телескопический и панорамный прицелы.

### Двигатель
Двигатель: 6-цилиндровый дизельный двигатель «GMC»
Мощность 210 л. с.

### Ходовая часть
В качестве основы для САУ использовалась ходовая часть танка MK III «Валентайн», который в то время производился в больших количествах.